# Česká národní fotbalová liga 1990/1991
V soubojích 22. ročníku České národní fotbalové ligy 1990/91 se utkalo 16 týmů dvoukolovým systémem podzim – jaro. Od sezóny 1991/92 dochází k přejmenování na Českomoravskou fotbalovou ligu.

## Konečná tabulka
Zdroj: 
| Poř. | Tým                        | Z  | V  | R  | P  | VG | OG | B  |
| ---- | -------------------------- | -- | -- | -- | -- | -- | -- | -- |
| 1.   | SK Dynamo České Budějovice | 30 | 18 | 4  | 8  | 57 | 36 | 40 |
| 2.   | TJ Škoda Plzeň             | 30 | 14 | 10 | 6  | 40 | 22 | 38 |
| 3.   | SK Zlín                    | 30 | 15 | 8  | 7  | 45 | 38 | 38 |
| 4.   | FK Ostroj Opava            | 30 | 14 | 8  | 8  | 38 | 24 | 36 |
| 5.   | TJ BSS Brandýs nad Labem   | 30 | 15 | 4  | 11 | 49 | 47 | 34 |
| 6.   | FK DAK Slušovice           | 30 | 12 | 8  | 10 | 45 | 32 | 32 |
| 7.   | TJ Baník Havířov           | 30 | 11 | 9  | 10 | 41 | 35 | 31 |
| 8.   | FK Mladá Boleslav          | 30 | 12 | 6  | 12 | 41 | 34 | 30 |
| 9.   | SK Xaverov Praha           | 30 | 13 | 3  | 14 | 51 | 52 | 29 |
| 10.  | TJ Poldi Kladno            | 30 | 9  | 10 | 11 | 43 | 42 | 28 |
| 11.  | TJ VTŽ Chomutov            | 30 | 12 | 4  | 14 | 38 | 51 | 28 |
| 12.  | TJ Slovan Elitex Liberec   | 30 | 11 | 5  | 14 | 34 | 44 | 27 |
| 13.  | TJ VCHZ Pardubice          | 30 | 10 | 6  | 14 | 40 | 47 | 26 |
| 14.  | TJ Agro Drnovice           | 30 | 10 | 6  | 14 | 40 | 47 | 26 |
| 15.  | TJ Sklo Union Teplice      | 30 | 9  | 7  | 14 | 36 | 54 | 25 |
| 16.  | TJ Spolana Neratovice      | 30 | 5  | 2  | 23 | 23 | 64 | 12 |

Poznámky:
- Z = Odehrané zápasy; V = Vítězství; R = Remízy; P = Prohry; VG = Vstřelené góly; OG = Obdržené góly; B = Body

|  | 1. československá fotbalová liga 1991/92 |
|  | Sestup do ČFL 1991/92                    |

## Soupisky mužstev

### SK Dynamo České Budějovice
Petr Hejníček (15/0/6),
Petr Skála (15/0/4) –
Daniel Drahokoupil (29/0),
Ladislav Fujdiar (29/6),
Miroslav Hermer (24/1),
Daniel Hort (9/0),
Jaromír Jindráček (13/2),
Jiří Jurásek (15/1),
Libor Koller (15/3),
Jaroslav Konvalina (15/3),
Zdeněk Kořínek (24/2),
Jiří Lerch (1/0),
Zbyněk Lerch (17/2),
Karel Poborský (28/3),
Jiří Povišer (15/1),
Zdeněk Procházka (6/2),
Milan Přibyl (18/0),
Martin Seethaler (6/2),
Dušan Susko (7/0),
Marcel Tomášek (3/0),
Zdeněk Urban (28/22),
Karel Vácha (13/3),
Ivan Valachovič (6/0),
Martin Wohlgemuth (23/3),
Luboš Zákostelský (7/1) –
trenér Jiří Kotrba, asistent Pavel Tobiáš

### FK Ostroj Opava
Vilém Axmann (-/0/-),
Jiří Lindovský (-/0/-) –
Milan Barteska (-/0),
Aleš Bedrich (-/1),
Marian Bedrich (-/1),
Miroslav Bedrich (-/12),
Ivo Farský (-/1),
Robert Gróff (-/9),
Ladislav Gurecký (-/0),
Pavel Hadaščok (-/0),
Lumír Havránek (-/1),
Roman Hon (-/0),
Milan Chabroň (-/0),
Tomáš Kamrád (-/0),
Jiří Kmínek (-/0),
Martin Komárek (-/0),
Miroslav Kořistka (-/2),
Roman Linda (-/2),
Ivan Panáč (-/2),
Daniel Pluschke (-/0),
Pavel Poštulka (-/3),
Radomír Prasek (-/1),
Vítězslav Řehulka (-/0),
Martin Senaj (-/0),
Petr Swiech (-/1),
Jiří Studeník (-/1),
Kamil Vrba (-/0) –
trenér Petr Žemlík, asistent Josef Kružberský